# Andrena chirisana
Andrena chirisana là một loài Hymenoptera trong họ Andrenidae. Loài này được Tadauchi mô tả khoa học năm 1992.